# THQ
THQ公司（THQ Inc.）是美國的游戏开发商和遊戲發行商，於1990年4月由美國LJN創辦人杰克·弗雷德曼成立。該公司開發產品用於電子遊戲機、攜帶型遊戲機，也有用於個人電腦和無線裝置。THQ在北美、歐洲和亞太地區有辦公室。

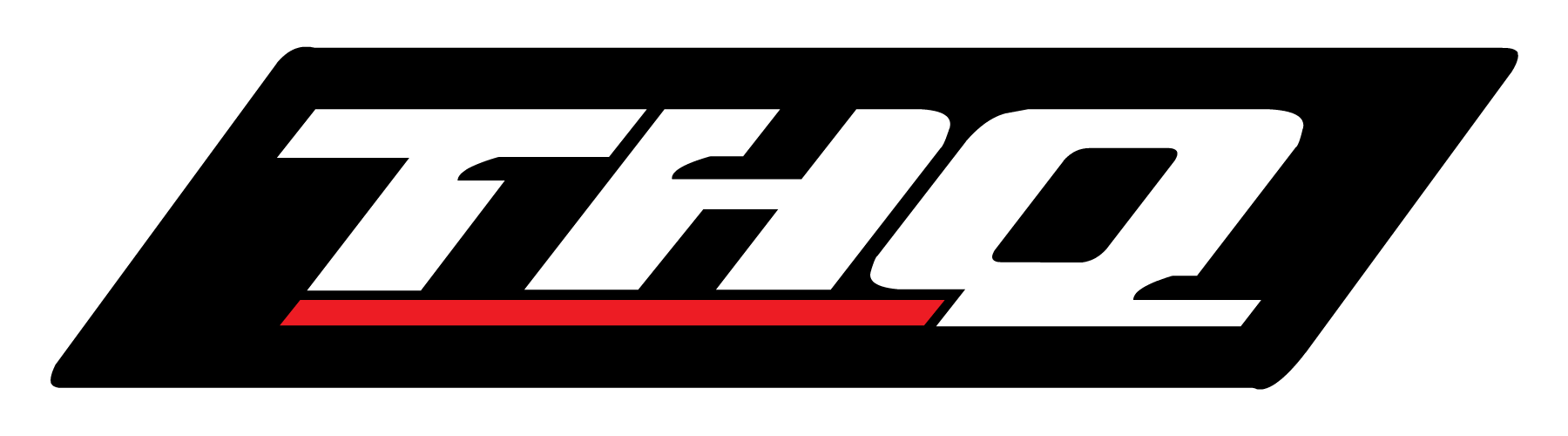
THQ於2000年至2011年使用的标志

THQ公司發行的產品有內部製作和外部授權。THQ的內部製作經銷包括黑街聖徒系列、決戰火線：能源危機、紅色派系、飆風越野車、英雄连等。THQ也擁有体育界和娱乐界顶级内容提供商的长期排他性授权，包括世界摔角娛樂、Games Workshop（战锤40000）、终极格斗锦标赛（UFC）、尼克国际儿童频道和华特迪士尼公司。THQ宣稱2008年的銷售淨值達8.3億美金，較去年的10.305億美金下降。2009年3月的THQ前12個月淨損是4.31億美金，去年是3530萬美金。
2012年12月19日，THQ根據美國《破產法》第十一章（Chapter 11 Bankruptcy Protection）申请破产保护。2013年1月22日，除了一个工作室外，THQ的所有资产被拍卖，并解雇了绝大多数员工。

## 团队

### 直系部门
- 对外开发部（External Development Group，简称XDG）：该部门成立于2006年，[8] 成立初衷是简化THQ产品的外判流程。2008年时，该部门在中国上海市建立了海外总部。
- Play THQ：该部门曾经是为迪士尼、皮克斯、尼克国际儿童频道等出品的影视动画制作同名改编游戏作品。该部门于2007年开始转型为THQ制作面向家庭和低龄用户的游戏及外设。
- Slingdot：在线免费休闲游戏社区。
- THQ Wireless：移动游戏开发部门，后售卖给瑞典移动信息公司24MAS。